# Kỳ kế toán
Kỳ kế toán là quy định về một chu kỳ của hoạt động kế toán. Các quốc gia có thể có quy định khác nhau về kỳ kế toán. Còn theo Luật Việt Nam  thường bao gồm kỳ kế toán năm, kỳ kế toán quý, kỳ kế toán tháng. Tuy nhiên, do đặc thù công tác và chế độ quy định chung, các công ty có thể quy định thêm về kỳ kế toán của mình. Các công ty liên doanh, công ty nước ngoài thường có những quy định khác nhau về kỳ kế toán để tương hợp với hệ thống trong nước và hệ thống được quy định trên quy mô toàn cầu của tập đoàn đó.

## Các loại kỳ kế toán
Theo quy định chung, kỳ kế toán được quy định như sau:
- Kỳ kế toán năm: là 12 tháng, tính từ đầu ngày 01 tháng 01 của một năm đến hết ngày 31 tháng 12 năm dương lịch của năm đó. Đơn vị kế toán có đặc thù riêng về tổ chức, hoạt động sẽ được chọn kỳ kế toán của mình, song vẫn là trọn năm với 12 tháng tròn theo năm dương lịch, bắt đầu từ đầu ngày 01 tháng đầu quý này đến hết ngày cuối cùng của tháng cuối quý trước năm sau và thông báo cho cơ quan quản lý về thuế, tài chính biết để theo dõi.
- Kỳ kế toán quý: là ba tháng, tính từ đầu ngày 01 tháng đầu quý đến hết ngày cuối cùng của tháng cuối quý đó.
- Kỳ kế toán tháng: là trọn một tháng, tính từ đầu ngày 01 đến hết ngày cuối cùng của tháng đó.

## Kỳ kế toán của đơn vị kế toán mới thành lập
Kỳ kế toán của đơn vị kế toán mới được thành lập được quy định cụ thể như sau:
- Kỳ kế toán đầu tiên của doanh nghiệp mới được thành lập tính từ ngày được cấp Giấy chứng nhận đăng ký kinh doanh đến hết ngày cuối cùng của kỳ kế toán năm, kỳ kế toán quý, kỳ kế toán tháng.
- Kỳ kế toán đầu tiên của đơn vị kế toán khác tính từ ngày có hiệu lực ghi trên quyết định thành lập đến hết ngày cuối cùng của kỳ kế toán năm, kỳ kế toán quý, kỳ kế toán tháng.
- Trường hợp kỳ kế toán năm đầu tiên hoặc kỳ kế toán năm cuối cùng có thời gian ngắn hơn chín mươingày thì dược phép cộng (+) với kỳ kế toán năm tiếp theo hoặc cộng (+) với kỳ kế toán năm trước đó để tính thành một kỳ kế toán năm. Kỳ kế toán năm đầutiên hoặc kỳ kế toán năm cuối cùng phải ngắn hơn mười lăm tháng.

## Kỳ kế toán khi chuyển đổi đăng ký kinh doanh
Khi doanh nghiệp có biến động dẫn đến phải thay đổi đăng ký kinh doanh (chia, tách, hợp nhất, sáp nhập, chuyển đổi hình thức sở hữu, giải thể, chấm dứt hoạt động hoặc phá sản) thì kỳ kế toán cuối cùng tính từ đầu ngày kỳ kế toán năm, kỳ kế toán quý, kỳ kế toán tháng theo quy định đến hết ngày trước ngày ghi trên quyết định chia, tách, hợp nhất, sáp nhập, chuyển đổi hình thức sở hữu, giải thể, chấm dứt hoạt động hoặc phá sản đơn vị kế toán có hiệu lực.

## Dị biệt
Trường hợp kỳ kế toán năm đầu tiên hoặc kỳ kế toán năm cuối cùng có thời gian ngắn hơn chín mươi ngày thì được phép cộng (+) với kỳ kế toán năm tiếp theo hoặc cộng (+) với kỳ kế toán năm trước đó để tính thành một kỳ kế toán năm. Kỳ kế toán năm đầu tiên hoặc kỳ kế toán năm cuối cùng phải ngắn hơn mười lăm tháng.